# Paolo Cattaneo (cantautore)
Paolo Cattaneo (Brescia, 24 settembre 1971) è un cantautore e musicista italiano.

## Biografia
L'esordio discografico ufficiale avviene nel 2007 con l'album L'equilibrio non basta, pubblicato da V2 Records. È ospite nel programma di Omar Pedrini Cd-Live su Rai 2, partecipa alla rassegna romana Generazione X insieme a Moltheni, Riccardo Sinigallia ed Emidio Clementi. Apre i concerti di Perturbazione, Niccolò Fabi, Gianna Nannini. Sempre nel 2007 partecipa alla terza edizione del MiAMI Festival.
Nel 2009 pubblica il suo secondo album, Adorami e Perdonami, prodotto in collaborazione con Daniele Sinigallia. Il videoclip del singolo Sei qui per me si aggiudica il Premio Videoclip Italiano 2009 nella sezione “Miglior fotografia”.
Svolge il ruolo di direttore artistico nell'edizione 2010 del festival Voci Controvento, appuntamento bresciano di promozione della nuova musica d'autore. Si esibiscono, tra gli altri, Marco Parente, Andrea Chimenti, Tricarico e Nada.
Nel 2011 esce Il Gioco, EP prodotto da Eclectic Circus di Stefano Clessi, accompagnato da esibizioni in programmi radiofonici tra cui Radio1 Stereonotte, Traffic e Twilight (Radio 2), Piazza Verdi (Radio 3), Rock Files (Lifegate Radio), Radio Città Futura e Il Mucchio TV.
La Luce Nelle Nuvole è il suo terzo album ufficiale, pubblicato nel 2013. Vede la partecipazione, tra gli altri, di Lele Battista, Stefano Diana, Riccardo Sinigallia e Fulvio Sigurtà.
Segue Una Piccola Tregua del 2016, disco in cui Paolo Cattaneo raggiunge l'apice del suo percorso di cantautorato elettronico. L'album è acclamato dalla critica come uno dei migliori progetti discografici dell'anno. Uno dei singoli estratti è Trasparente. Il videoclip si aggiudica il Paris Music Video Underground nella categoria “Best Dance Video”. Segue un'intensa attività live che parte con il tour Elettronico da camera e si conclude con un concerto a casaBASE di Milano, una performance in cui i musicisti sono disposti in camere differenti, collegate da un corridoio lungo il quale il pubblico ha libertà di movimento e di ascolto. Il concerto diventerà un album live, casaBASE [Live] - Wunderkammer 13.05.17, pubblicato nel 2018.
Sempre nel 2018 fonda il progetto elettronico Jay Perkins, con Giovanni Battagliola. Synth, elettronica analogica, strumenti elettroacustici e improvvisazione sono gli elementi della sperimentazione del duo. L'esordio discografico, Decay, è un EP dell'aprile 2019, seguito dall'album Release, pubblicato nell'inverno dello stesso anno; un ibrido tra elettronica, sperimentazione, improvvisazione e cinematic sound. Al progetto collaborano artisti come Hamid Shahsavan, Behzad Hassanzadeh, Alex Reeves, il cantante siberiano Radik Tyulyush e Fulvio Sigurtà.
Lo spettacolo di Jay Perkins è in cartellone nella stagione concertistica 2020 del Teatro Grande di Brescia. Nel maggio 2020 Paolo Cattaneo musica l'installazione Ogni vita è un racconto, il progetto memoriale de L'Eco di Bergamo dedicato alle vittime bergamasche della COVID-19.

## Discografia

### Da solista

#### Album in studio
- 2007 – L'equilibrio non basta
- 2009 – Adorami e perdonami
- 2013 – La luce nelle nuvole
- 2016 – Una piccola tregua

#### Album dal vivo
- 2018 – Una piccola tregua Live

#### EP
- 1997 – L'anima del cipresso
- 2004 – Nero EP
- 2011 – Il gioco

### Con i Jay Perkins
- 2019 – Decay
- 2020 – Release

## Videografia
- 2014 – Gallery A, cortometraggio, regia di Ruggero Loria[16]
- 2014 – Gabiano Telecomunicazioni, spot pubblicitario
- 2014 – Domus Venetia, spot pubblicitario, regia di Ruggero Loria
- 2015 – Il mondo che ti aspetta, Università degli Studi di Parma, spot pubblicitario, regia di Lucrezia Le Moli[17]